# 도초서초등학교 항성분교
도초서초등학교 항성분교는 대한민국 전라남도 신안군 도초면 우이도리에 있었던 공립 초등학교이다.

## 연혁
- 1965년 8월 25일 항성분교장 설립 인가
- 1965년 11월 1일 1학급 인가 및 우이도국민학교 항성분교 개교
- 1966년 3월 1일 3학급 인가
- 1967년 4월 1일 도서벽지학교 '갑'급 지정
- 1968년 5월 1일 도서벽지학교 '갑'급 재지정
- 1975년 8월 1일 도서벽지학교 '갑'급 재지정
- 1979년 2월 1일 도서벽지학교 '특'급 조정
- 1982년 3월 1일 도서벽지학교 '갑'급 조정
- 1986년 1월 1일 도서벽지학교 '가'급 조정
- 1989년 3월 1일 도초서국민학교 항성분교장 개편 및 2학급 인가
- 1996년 3월 1일 도초서초등학교 항성분교 개편
- 2000년 3월 1일 폐교 및 도초서초등학교 통폐합